# Conseil national (Slovénie)
Pour les autres articles nationaux ou selon les autres juridictions, voir Conseil national.
7e législature
Bâtiment de l'Assemblée nationale
Le Conseil national (en slovène : Drzavni Svet) est l'institution représentative des intérêts socioprofessionnels, économiques et locaux de la Slovénie. Le bicamérisme étant considéré comme incomplet dans le pays, elle est néanmoins désignée comme la chambre haute du Parlement slovène, la chambre basse étant l'Assemblée nationale. Son mode de désignation le rend en partie indépendant par rapport aux partis politiques.
Il est doté de compétences législatives restreintes, qui ne lui permettent pas d'agir directement sur le contenu des textes. Il dispose du véto suspensif ou du droit de demander un référendum législatif, qui lui assurent une certaine influence sur le processus législatif.

## Composition
Le Conseil national comprend 40 membres:
- 4 représentent les employeurs ;
- 4 représentent les employés ;
- 4 représentent les indépendants ;
- 6 représentent le secteur non marchand ;
- 22 représentent les intérêts locaux.

## Élections
Les 22 conseillers nationaux représentant les intérêts locaux sont élus pour cinq ans dans 22 circonscriptions pouvant comporter une ou plusieurs municipalités : 
- Si la circonscription ne comporte qu'une seule commune, le collège électoral est formé des membres de l'assemblée municipale ;
- Sinon, chaque commune désigne un délégué pour 5 000 habitants, qui constitueront le collège électoral de la circonscription.

Pour l'élection des représentants d'intérêts socioprofessionnels, le collège électoral national est formé des représentants d'associations et d'organisations de la société civile (e.a. syndicats), définies par la loi du 27 septembre 1992.
Pour être éligible au Conseil national il faut être un citoyen slovène âgé d'au moins 18 ans ;
- pour les représentants d'intérêts fonctionnels: avoir une activité appropriée ;
- pour les représentants d'intérêts locaux : avoir sa résidence permanente dans la circonscription électorale.

Incompatibilités :
- membre de l'Assemblée nationale ;
- tout autre fonction dans des instances nationales.

Candidatures :
- sur présentation par des organisations de groupes d'intérêts représentés au Conseil national.

## Liste des présidents
| # | Nom          | Début            | Fin              |
| - | ------------ | ---------------- | ---------------- |
| 1 | Ivan Kristan | 23 décembre 1992 | 17 décembre 1997 |
| 2 | Tone Hrovat  | 17 décembre 1997 | 17 décembre 2002 |
| 3 | Janez Sušnik | 17 décembre 2002 | 12 décembre 2007 |
| 4 | Blaž Kavčič  | 12 décembre 2007 | 12 décembre 2012 |
| 5 | Mitja Bervar | 12 décembre 2012 | 12 décembre 2017 |
| 6 | Alojz Kovšca | 12 décembre 2017 | 19 décembre 2022 |
| 7 | Marko Lotrič | 19 décembre 2022 | en cours         |